# Juliane Koschel
Juliane Koschel (* 26. Juli 1984 in Potsdam als Juliane Straub) ist eine ehemalige deutsche Leichtathletin und Triathletin.

## Werdegang
Juliane Straub ist die Tochter von Jürgen Straub, einem der weltbesten Mittelstreckenläufer der 1980er-Jahre, und der Sportlehrerin Cornelia Straub.
Sie wuchs gemeinsam mit ihrem Bruder Alexander in Potsdam auf. Von 1991 bis 1995 spielte sie zunächst Fußball beim 1. FFC Turbine Potsdam und von 1995 bis 2000 gehörte sie der Leichtathletik-Abteilung des SC Potsdam an.

### Triathlon seit 2000
2000 begann sie mit Triathlon und schloss sich zunächst dem Zeppelin Team Potsdam an. Mit ihrem Wechsel zum Sportgymnasium Neubrandenburg in 2002 wechselte sie auch zum SC Neubrandenburg, wo sie u. a. gemeinsam mit Ines Estedt und Anja Dittmer trainierte. Nach ihrem Abitur 2005 begann sie eine Ausbildung zur Bürokauffrau. Nach dem Aufstieg im Vorjahr wurde sie 2008 mit dem SC Neubrandenburg Vizemeister in der Triathlon-Bundesliga.
Nach dem Abschluss ihrer Ausbildung 2008 zog Straub nach Kurzendorf um und nahm eine Tätigkeit beim Schüller Möbelwerk auf. Sportlich schloss sie sich dem Bundesliga-Team des Synergy-Sports Team TV 1848 Erlangen an, mit dem sie 2009 Deutscher Vizemeister in der Triathlon-Bundesliga wurde. Bereits zum Jahreswechsel 2010 war Straub wieder zurück ins Brandenburgische nach Werder (Havel) gezogen und beruflich zu einer Handelsagentur für Möbel und Licht gewechselt. Sportlich blieb sie aber zunächst für das Erlanger Team aktiv, wo sie 2010 ihre Vizemeisterschaft mit dem Team wiederholte und gleichzeitig mit vier Top-Ten-Platzierungen in der Einzelwertung die Bronzemedaille im Deutschlandcup erreichte.
Im Herbst 2010 wirkte Juliane Straub gemeinsam mit elf weiteren Profi-Triathletinnen, darunter Rebecca Robisch, Anja Ippach, Imke Schiersch, Meike Krebs, Celia Kuch, Annett Finger, Heidi Jesberger und Eva Dollinger, als Model in einem Akt-Kalender mit. Mit dem Erlös aus dem Verkauf des Kalenders wurden u. a. Projekte zur Sporttherapie kriminell gefährdeter Jugendlicher finanziert.
2011 erreichte Traub ihre erfolgreichste Saison in der Triathlon-Bundesliga: Mit dem TV 48 Erlangen gewann sie die Meisterschaft und gleichzeitig die Einzelwertung im Deutschlandcup.
Anfang 2012 zog Juliane Straub nach Regensburg um, wo sie seither beruflich bei einem Ausbildungsinstitut für Verhaltenstherapie tätig ist. Ab der Saison 2012 startete sie für das Stadtwerke Team Witten, mit dem sie 2012 und 2013 Vizemeister in der Triathlon-Bundesliga wurde.

### Triathlon-Profi seit 2013
Nachdem im Juni 2013 ihr erster Start im Profifeld eines großen Mitteldistanz-Triathlons mit dem Ausstieg nach gleich zwei Reifendefekten auf der Radstrecke des Challenge Kraichgau endete, wurde sie zwei Monate später bei der Ironman 70.3 European Championship in Wiesbaden hinter Anja Dittmer zweitbeste Deutsche in den Top Ten.
Nachdem Straubs Team 2014 erstmals seit 1997 eine Podestplatzierung verfehlte, startete Juliane Straub in der Saison 2015 wieder für den TV 48 Erlangen in der Triathlon-Bundesliga. Seit 2015 tritt sie nicht mehr international in Erscheinung.
Im September 2015 heiratete sie Sebastian Koschel und seit Juli 2016 ist sie Mutter einer Tochter.

## Sportliche Erfolge
| Datum/Jahr    | Rang | Wettbewerb                                             | Austragungsort | Zeit     | Bemerkung                                                               |
| ------------- | ---- | ------------------------------------------------------ | -------------- | -------- | ----------------------------------------------------------------------- |
| 28. Juni 2015 | 29   | DTU Deutsche Triathlon-Meisterschaften Sprintdistanz   | Düsseldorf     | 01:03:30 |                                                                         |
| 6. Sep. 2014  | 12   | DTU Deutsche Triathlon-Meisterschaften Sprintdistanz   | Hannover       | 01:05:19 |                                                                         |
| 3. Aug. 2014  | 2    | Regensburger Triathlon                                 | Regensburg     | 02:09:56 | hinter Sonja Tajsich                                                    |
| 31. Aug. 2013 | 20   | DTU Deutsche Triathlon-Meisterschaften Sprintdistanz   | Hannover       | 01:06:07 |                                                                         |
| 4. Aug. 2013  | 1    | Regensburger Triathlon                                 | Regensburg     | 02:04:21 | [ 6 ]                                                                   |
| 19. Mai 2013  | 2    | Kaufwelt-Baur-Triathlon                                | Altenkunstadt  | 02:09:23 | Olympische Distanz hinter Jenny Schulz                                  |
| 12. Mai 2013  | 1    | Stadt-Triathlon München                                | München        | 01:12:22 | Sprintdistanz                                                           |
| 1. Mai 2013   | 1    | Citytriathlon Amberg                                   | Amberg         | 01:05:42 | Sprintdistanz                                                           |
| 5. Aug. 2012  | 1    | Erlanger Triathlon                                     | Erlangen       | 02:08:53 | Streckenrekord auf der olympischen Distanz                              |
| 27. Mai 2012  | 1    | Kaufwelt-Baur-Triathlon                                | Altenkunstadt  | 02:14:32 | Sieg auf der olympischen Distanz – vor Julia Bohn                       |
| 12. Juni 2011 | 1    | Kaufwelt-Baur-Triathlon                                | Altenkunstadt  | 02:08:56 | Olympische Distanz                                                      |
| 3. Juni 2012  | 8    | DTU Deutsche Triathlon-Meisterschaften Kurzdistanz     | Darmstadt      | 02:15:54 | Olympische Distanz                                                      |
| 28. Aug. 2011 | 7    | DTU Deutsche Triathlon-Meisterschaften Sprintdistanz   | Grimma         | 01:04:02 |                                                                         |
| 24. Juli 2011 | 1    | Gealan-Triathlon                                       | Hof            | 02:11:05 | Olympische Distanz                                                      |
| 18. Sep. 2010 | 10   | DTU Deutsche Triathlon-Meisterschaften Kurzdistanz     | Schliersee     | 02:25:37 | Olympische Distanz (1,5 km Schwimmen, 40 km Radfahren und 10 km Laufen) |
| 8. Aug. 2010  | 1    | Erlanger Triathlon                                     | Erlangen       | 02:11:12 | Olympische Distanz                                                      |
| 23. Mai 2010  | 3    | Kaufwelt-Baur-Triathlon                                | Altenkunstadt  | 02:22:02 | Olympische Distanz                                                      |
| 20. Juni 2009 | 8    | DTU Deutsche Triathlon-Meisterschaften Kurzdistanz     | Schliersee     | 02:23:17 |                                                                         |
| Juni 2009     | 1    | Kaufwelt-Baur-Triathlon                                | Altenkunstadt  | 02:09:08 | Siegerin auf der olympischen Distanz – vor Renate Forstner              |
| 2. Aug. 2008  | 31   | DTU Deutsche Triathlon-Meisterschaften Sprintdistanz   | Gelsenkirchen  | 01:17:16 | [ 19 ]                                                                  |
| 15. Juli 2007 | 6    | DTU Deutsche Triathlon-Meisterschaften Kurzdistanz U23 | München        | 02:37:31 |                                                                         |
| 10. Sep. 2006 | 1    | Hamburg City-Man                                       | Hamburg        | 01:12:22 | Sprintdistanz                                                           |

| Datum/Jahr    | Rang | Wettbewerb                       | Austragungsort | Zeit     | Bemerkung                                                                                   |
| ------------- | ---- | -------------------------------- | -------------- | -------- | ------------------------------------------------------------------------------------------- |
| 30. Aug. 2015 | 46   | Ironman 70.3 World Championships | Zell am See    | 04:57:55 | Platz 7 Frauen 30-34 Jahre                                                                  |
| 17. Mai 2015  | 10   | Ironman 70.3 Austria             | Sankt Pölten   | 04:37:43 | Siegerin der AK 30-34 Jahre und damit qualifiziert für die Ironman 70.3 World Championships |
| 14. Sep. 2014 | 6    | Ironman 70.3 Rügen               | Rügen          | 04:46:47 | [ 20 ]                                                                                      |
| 23. Aug. 2014 | 5    | Ironman 70.3 Budapest            | Budapest       | 04:33:44 | [ 21 ]                                                                                      |
| 10. Aug. 2014 | 18   | Ironman 70.3 Germany             | Wiesbaden      | 05:02:05 | 13. bei den Profi-Frauen                                                                    |
| 11. Aug. 2013 | 10   | Ironman 70.3 Germany             | Wiesbaden      | 04:49:52 | [ 23 ] [ 7 ]                                                                                |
| 9. Juni 2013  | DNF  | Challenge Kraichgau              | Bad Schönborn  | –        | nach 27:21 min Schwimmen auf dem Rad ausgestiegen                                           |
| 2. Aug. 2006  | 1    | Müritz-Triathlon                 | Waren (Müritz) | 04:17:17 | Siegerin beim ersten Start auf der Mitteldistanz                                            |

| Datum/Jahr    | Rang | Wettbewerb                             | Austragungsort | Zeit     | Bemerkung                                   |
| ------------- | ---- | -------------------------------------- | -------------- | -------- | ------------------------------------------- |
| 1. Mai 2010   | 4    | DTU Deutsche Duathlon Meisterschaft    | Oberursel      | 02:02:41 | [ 25 ]                                      |
| 27. Apr. 2008 | 10   | DTU Deutsche Duathlon Meisterschaft    | Backnang       | 02:18:27 | [ 26 ]                                      |
| 29. Apr. 2007 | 7    | DTU Deutsche Duathlon Meisterschaft    | Backnang       | 02:14:21 | [ 27 ]                                      |
| 24. Mai 2002  | 11   | ETU Europäische Duathlon Meisterschaft | Zeitz          | 01:05:52 | 5 km Laufen, 20 km Radfahren, 2,5 km Laufen |

(DNF – Did Not Finish)